# Faltbehälter (Bergungstechnik)
Ein Faltbehälter ist ein portabler Behälter zum Auffangen von Flüssigkeiten. Er besteht entweder aus einem Foliensack und einem Haltegestell oder ist selbstaufschwimmend, wobei die Folienränder automatisch auf dem Wasser schwimmen und so mit dem Wasserspiegel steigen. Der Vorteil gegenüber festen Behältnissen ist die kompakte Lagerung, denn die Folie kann platzsparend zusammengefaltet und ein vorhandenes Gestell zerlegt werden.
Ein wichtiger Einsatzzweck ist das Sammeln von ausgetretenem Mineralöl, um einer Verschmutzung von Gewässern und des Erdreichs vorzubeugen.